# Реакція Фріделя — Крафтса
Реакція Фріделя — Крафтса — іменна реакція в органічній хімії, реакція електрофільного заміщення в ароматичних вуглеводнях. Реакцію проводять в безводних умовах за наявності кислот Льюїса як каталізаторів. Електрофільні частинки що утворюються за сприяння кислоти Льюїса атакують ароматичне кільце, що через проміжне утворення π- та σ-комплексів призводить до утворення продуктів заміщення.
Ацилювання за Фріделем — Крафтсом (англ. Friedel — Crafts acylation) — ацилювання ароматичних сполук за допомогою ацилхлоридів
у присутності кислот Льюїса (передовсім AlCl3, також ZnCl2, BF3, POCl3 та ін.), каталітична дія яких полягає в поляризації
ацилюючого агента, аж до утворення карбенієвого йона (пр., RC+O). Здійснюється при нагріванні в інертних органічних розчинниках. Систематичні назви перетворень:
- 1. Ацилювання, ацил-де-гідрогенування, (англ. acylation, acyl-dehydrogenation)

ArH RCOCl→ ArCOR
- 2. Арил-де-хлорування, (англ. aryl-de-chlorination)

RCOCl ArH→ ArCOR